# ستيريون أحادي الأوراق
ستيريون أحادي الأوراق (الاسم العلمي:Satyrium monophyllum) هو نوع من النباتات يتبع جنس الستيريون من الفصيلة السحلبية.